# Брад Тор
Брад Тор (на английски: Brad Thor) е американски писател на бестселъри в жанра политически трилър.

## Биография и творчество
Брадли Джордж Тор е роден на 21 август 1969 г. в Чикаго, Илинойс, САЩ, в семейството на бивш моряк, а после брокер на недвижими имоти в Южна Калифорния, и стюардеса от ТУА, и има шведски корени. Има по-малък брат. Живее в продължение на 8 години в Парк Сити, Юта. Учи в училище „Свещено сърце“ и „Франсис У. Паркър“ в Чикаго. Завършва с отличие университета на Южна Калифорния, където учи кино и телевизионна продукция, и творческо писане при писателя Томас Корагесън Бойл. Специализира допълнително в Сорбоната.
Работи като сценарист и продуцент на телевизионния сериал на MTV от 1997 г. „Traveling Lite“. Създател е на компанията „Thor Entertainment“, спечелила наградата „Еми“ и награда за програмите, които се ползват по време на полетите на авиокомпанията „Quantas“.
През 1998 г. се жени за съпругата си Триша, която е лекар на „Чикаго Булс“ и „Чикаго Уайт Сокс“.
През 2002 г. е издаден първият трилър от емблематичната му поредица „Скот Харват“. Романът се приема добре и дава старт на неговата писателска кариера. Трилърът му „Последният патриот“ става бестселър №1 през 2008 г. Писателят се специализира в пост-9/11 трилъри, в които сенчести мрежи от терористи са решени да унищожат САЩ и свободата на всяка цена. Главният герой Скот Харват е бивш военноморски тюлен, който е бил обучен да напада и убива, а сега работи за Министерството на вътрешната сигурност и тайните служби в антитерористични операции.
Произведенията му са актуални и реалистични, определяни често като „събитията преди утрешните заглавия“. Те са издадени в 26 страни по света.
Брад Тор е бил част от аналитичния отдел „Червена клетка“ към Министерството по национална сигурност на САЩ. Член е на „Фондация „Херитидж” и е говорил в техния национален щаб за необходимостта от стабилна противоракетната отбрана.
Брад Тор живее със семейството си в Чикаго и на гръцкия остров Антипарос.

## Произведения

### Серия „Скот Харват“ (Scot Harvath)
1. The Lions Of Lucerne (2002)
2. Path of the Assassin (2003)
3. State of the Union (2004)
4. Blowback (2005)
Ответен удар, изд. „Пергамент прес“ (2010), прев. Велислава Михайлова
5. Takedown (2006)
6. The First Commandment (2007)
7. The Last Patriot (2008)
Последният патриот, изд. „Пергамент прес“ (2009), прев. Красимира Христовска
8. The Apostle (2009)
9. Foreign Influence (2010)
10. Full Black (2011)
11. Black List (2012)
Черният списък, изд.: ИК „ЕРА“, София (2013), прев. Емилия Карастойчева
12. Hidden Order (2013)
Тайният орден, изд.: ИК „ЕРА“, София (2013), прев. Теодора Давидова
13. Act of War (2014)
14. Code of Conduct (2015)
15. Foreign Agent (2016)
16. Use of Force (2017)
17. Spymaster (2018)

- Free Fall: A Prelude to Hidden Order (2013)
- The Athens Solution (2015)

### Серия „Атина“ (Athena)
1. The Athena Project (2010)

### Филмография
- 1995 Traveling Lite – ТВ сериал, продуцент